# Ren'ai shindan
Ren'ai shindan (恋愛診断?, Ren'ai shindan, lett. "La diagnosi dell'amore") è un dorama in 12 puntate di TV Tokyo e mandato in onda nel 2007: tratta vari temi "scottanti" riguardanti quello che può esser definito come amore proibito, impossibile, tabù. Vengono raccontate 4 storie, ognuna delle quali suddivisa in 3 episodi.

## Trama

### 1ª storia:Tsubasa no Kakera
Il patrigno di Tsubasa ha appena tentato il suicidio, ed il peso di questo fatto grava fortemente sopra il ragazzo, che sente ciò come una sua responsabilità.
Un giorno Tsubasa viene inseguito per strada e tormentato da tre ragazzi più grandi: sghignazzando si prendono gioco di lui e della sua famiglia, malmenandolo, rovesciando tutto il contenuto della cartella e rompendogli la scatola contenente i tubetti di colore che usa per dipingere. Di tutto s'accorge Ryou, un vicino di casa con cui però Tsubasa non ha mai parlato assieme, che però finge di non vedere nulla.
Subito dopo l'aggressione subita, Tsubasa s'affretta a correre a scuola (è difatti in grave ritardo) ancora coi vestiti sporchi e stracciati; prima delle lezioni si dirige nei bagni per tentar di dar una ripulita agli abiti. Incontra Kain, un ragazzo sempre molto gentile ed affabile, il quale cerca immediatamente di confortarlo: Tsubasa gli è grato di ciò, e lo dimostra con affetto.
Ma giunge Ryou, il quale si fa immediatamente avanti, venendo ad instaurare così un sentimentalmente complicato triangolo amoroso.

#### Cast
- Tomo Yanagishita è Tsubasa, 19 anni
- Ire Shiozaki è Ryou, 20 anni
- Juri è Kain, 20 anni

### 2ª storia:Sayonara no melody
Cinque anni prima il fratello di Yuna, Kazu, s'era dovuto recare a New York per completare i suoi studi di musica: quando torna in Giappone viene ospitato a casa della sorella. Dopo tutto il tempo trascorso lontano, egli sembra notevolmente cambiato, cresciuto, maturo, e lei stenta a riconoscerlo. Ma tutto ad un tratto gli autentici sentimenti d'entrambi si svelano; a lei torna alla memoria la loro adolescenza, quando Kazu scrisse la sua prima canzone d'amore dedicandola alla sorella minore.
Da questo avvenimento è sgorgato un complesso vortice sentimenti anche molto contrastanti tra loro; i due fratelli oramai non si riconoscono più solamente come consanguinei, ma anche come amanti.

#### Cast
- Haga Yuria è Yuna, 17 anni
- Shiozawa Hidemasa è Kazu, 19 anni
- Ryoji Morimoto è Akimura

### 3ª storia:Seifuku no Eve
Saera s'è dovuta inaspettatamente trasferire a metà anno in un collegio per sole ragazze. Inizialmente si sente un po' isolata, non conoscendo nessuno e sentendosi anche un poco intimidita dalle compagne, con cui non ha mai avuto a che fare prima.
Kurumi è una ragazza sedicenne di carattere gentile, cordiale e sempre di buonumore, un tipo affabile insomma e molto spigliato; Saera gli è molto grata per essersi subito avvicinata a lei, così da non farla più sentir sola ed abbandonata in mezzo a sconosciute. Ne rimane subito fortemente ammirata, tanto che il fascino e carisma che l'amica emana si trasmuta in Saera in vero e proprio innamoramento.
Purtroppo per Saera, però, Kurumi è già molto innamorata di Maria, una ballerina di talento che però non la degna d'uno sguardo essendo a sua volta innamorata di qualcun altro.

#### Cast
- Ogino Nao è Saera, 16 anni
- Makoto Kawahoro è Kurumi, 16 anni
- Ayumi Uehara è Maria, 18 anni
- Ichimiya Rina è Sayaka

### 4ª storia:Unmei no Kodou
Kei, un giovane medico, viene salvato da un annegamento mentre si trova in una piscina pubblica dal bagnino incaricato della sicurezza, un ragazzo molto attraente. Da allora inizia tra i due un rapporto, sia sentimentale che intimo.
Poco tempo dopo però a Kanade (questo il nome del ragazzo) viene diagnosticata una malattia cardiaca che non lascia speranze. Kei cerca di stargli vicino per quanto può, ma Kanade sembra non apprezzar troppo la pietà del compagno e lo allontana bruscamente da sé.
Nel frattempo nell'ospedale dove Kei lavora, a seguito d'un casuale incrociarsi d'eventi, i diretti superiori di Kei vengono a conoscenza del rapporto amoroso che questi intrattiene col ragazzo: il direttore impone al giovane aspirante chirurgo di troncare immediatamente quella reazione così disdicevole, con la minaccia di licenziarlo se non l'avesse fatto al più presto. Aggiunge poi che il ragazzo potrà esser accettato in quell'ospedale solo a tale condizione.
Comprendendo che la salvezza di Kanade è la cosa più importante, Kei accetta il ricatto: ma il destino non s'accontenterà d'una scelta così poco risolutiva.
Kei finisce per scegliere di non lasciare solo Kanade, e cercherà una soluzione compatibile al benessere d'entrambi; innanzitutto farà ogni cosa in suo potere per ritornar ad esser accettato da Kanade, e dimostrargli che ciò che sta facendo per lui non è mero senso di pietà, bensì profondo e sincero sentimento d'amore. Starà al suo fianco per il resto dei suoi giorni. 

#### Cast
- Ryunosuke Kawai è Kei, 26 anni
- Kouhei Kumai è Kanada, 19 anni
- Eiji Moriyama è il dottor Kugura, 32 anni
- Itou Katsunobo è il direttore dell'ospedale, 62 anni